# Спорт во благо
«Спорт во благо» – благотворительный проект, созданный по инициативе благотворительного фонда «Даунсайд Ап» (г. Москва) в 1996 году. Благотворительность проекта направлена на помощь детям с синдромом Дауна в России.  В рамках проекта проходит несколько благотворительных спортивных акций: турниры по мини-футболу, лыжные гонки, весенний пробег и летний велопробег. 
В основу мероприятий заложены два принципа: для участия в проекте необходима волонтёрская и благотворительная поддержка программ помощи для людей с синдромом Дауна в России и в соревнованиях и участие в мероприятиях вместе с людьми с ограниченными возможностями. 
В 2006 году «Спорт во благо» был запатентован как торговая марка.
В 2014 году проект вышел на федеральный уровень и стал лауреатом премии «Спортивная Россия-2014». Мероприятия проекта проходят во многих городах России, среди которых Москва, Киров, Уфа, Омск, Самара, Волгоград, Нижний Новгород, Екатеринбург.

## Мероприятия
| Город        | Проведено мероприятий | Привлечено средств (руб.) | Количество участников |
| ------------ | --------------------- | ------------------------- | --------------------- |
| Москва       | 6                     | 14 873 130                | 5 136                 |
| Екатеринбург | 2                     | 145 000                   | 770                   |
| Омск         | 3                     | 220 250                   | 660                   |
| Рязань       | 1                     | 62 790                    | 85                    |
| Уфа          | 2                     | 290 000                   | 435                   |
| Всего        | 14                    | 15 591 170                | 7 026                 |

### Марафоны
«Спорт во благо» представляет проект на массовых соревнованиях по бегу «7 холмов», «Весенний гром», «Тушинский полумарафон», «Московский марафон» и др. 

### Легкоатлетические пробеги
Легкоатлетические пробеги для участников любого возраста и физической подготовки, проводится с 2010 г. Участвуют и индивидуальные бегуны, и корпоративные команды. В разные годы партнёрами пробегов были компании: New Balance, Айсберри, 3sport. Проходит одновременно в нескольких городах России: Нижний Новгород, Волгоград, Екатеринбург, Самара, Уфа, Омск, Киров, Тольятти, Махачкала, Иркутск, Рязань.

### Велопробег
Велопробег «Спорт во благо» проходит в Москве с 1996 года. В велопробеге принимают участие как индивидуальные участники, так и корпоративные команды. За два дня участники проезжают около 200 км.

### Лыжная гонка
Гонка вольным стилем в 14 возрастных группах на дистанции 3, 5, 10км, и эстафета 500м. Проводится с 2004 года в зоне отдыха Битца, Москва. Позже к гонке присоединились и другие города: Омск, Киров, Екатеринбург. На старт выходят как индивидуальные участники, так и корпоративные команды.

### Мини-футбол
Турниры по мини-футболу для корпоративных команд с отбором по круговой системе, матчи длятся 20 минут. Судейство ведётся судьями республиканской и международной категории. В Москве традиционно проводятся два раза в год – весной и осенью. В турнире постоянно участвует команда родителей детей с синдромом Дауна.

## Награды и премии
- «Спорт во благо» - лауреат премии «Спортивная Россия-2014» [8]